# Arthur Edward Waite

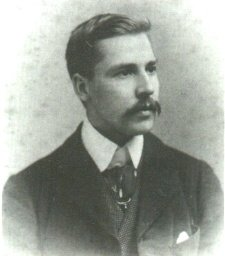
Arthur Edward Waite

Arthur Edward Waite (* 2. Oktober 1857 in Brooklyn, New York, NY, USA; † 19. Mai 1942 in London) war ein angloamerikanischer okkultistischer Autor. Er war führendes Mitglied in der magischen Geheimgesellschaft Hermetic Order of the Golden Dawn. Bekannt wurde er durch sein Waite-Tarot-Deck, dessen Bilder nach seinen Vorgaben angefertigt wurden.

## Leben
Waite besuchte mehrere kleine Privatschulen in London, ehe er im Alter von dreizehn Jahren ins St. Charles College wechselte. Nach Abschluss der Schule arbeitete Waite als Angestellter und schrieb in seiner Freizeit Gedichte.
Als 1874 seine kleine Schwester unerwartet starb, verspürte Waite okkult-spirituelle Veranlagungen in sich und entwickelte ein starkes Interesse für „psychische“ Forschung, die spätere Parapsychologie, und mit 21 begann er in der Bibliothek des britischen Museums allerlei esoterische Literatur zu studieren. Er unterhielt Kontakte zur Theosophischen Vereinigung.
Waite verbrachte viele Jahre seines Lebens in England, bevor er in die USA zurückkehrte. Er war stets mit diversen Verlagshäusern in Kontakt und brachte von 1894 bis 1895 sein eigenes kleines Magazin The Unknown World (Die unbekannte Welt) heraus. Es dauerte nicht lange und Waite konnte seinen Lebensunterhalt durch das Schreiben diverser esoterischer Bücher bestreiten. Er bemühte sich (im Gegensatz zu anderen Okkultisten vor ihm) um durchdachte historische und kritische Studien, um mit seinen spekulativen Schriften ernst genommen zu werden, und übersetzte mehrere Werke der französischen Okkultisten Éliphas Lévi und Papus. Waites Buch über die Kabbala wird von Horst E. Miers zu den besten Standardwerken dieses Genres gezählt; Gershom Scholem weist auf Waites „tiefes Verständnis für die Welt der Kabbala“ hin, es sei „daher um so bedauerlicher, dass er durch seine unkritische Haltung gegenüber historischen und philologischen Tatbeständen und durch die fehlerhafte und inadäquate französische Übersetzung des Sohar von Jean de Pauly irregeführt wurde, die er infolge seiner Unkenntnis des Hebräischen und Aramäischen zu benutzen gezwungen war“.
Waite übte vorübergehend den Heilberuf aus, es ist jedoch nicht bekannt, ob er dies als studierter Arzt oder als Heilpraktiker tat.

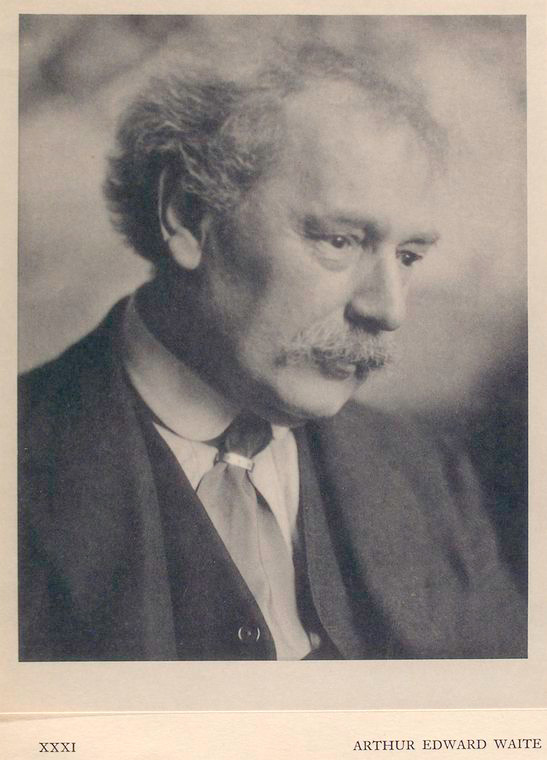
Waite in London, 1921

Waite wurde als Okkultist und Mystiker bekannt. Im Januar 1891, nachdem Waites erstes Gesuch um Mitgliedschaft abgelehnt wurde, wurde er in den Hermetic Order of the Golden Dawn aufgenommen, in dem er bis zum Grad Philosophus, dem höchsten Rang des äußeren Ordens, aufstieg. Auf Waites Empfehlung hin wurde Aleister Crowley in den Hermetic Order of the Golden Dawn aufgenommen. 1893 verließ Waite den Golden Dawn, trat aber 1896 wieder ein. Im März 1899 erreichte er den Grad Adeptus Minor und gehörte somit dem inneren Orden an.
In den Streitereien im Golden Dawn um 1900 herum nahm Waite Partei für die rebellierende Fraktion, deren Wortführer er mit der Absicht wurde, die Leitung des gesamten Ordens zu übernehmen. Als dieses Unternehmen scheiterte, trat Waite 1903 aus dem Golden Dawn aus und gründete mit seiner Fraktion eine eigene Organisation, den Independent and Rectified Rite of the Golden Dawn, der die meisten magischen Inhalte des ursprünglichen Ordens verwarf, um sie durch christosophische Betrachtungen, die er mit kabbalistischen Ideen ergänzte, zu ersetzen. Mit diesen Arbeiten beabsichtigte er die Verbindung zwischen den klassischen Geheimlehren und dem Christentum aufzuzeigen. Der verbliebene Zweig des Golden Dawn nannte sich unter der Leitung Felkins fortan Stella Matutina.
1914 kam es zu Unstimmigkeiten innerhalb Waites Orden, so dass Waite einen weiteren Orden gründete, die Fellowship of the Rosy Cross, die Waite bis zu seinem Lebensende leitete. Dieser Orden existiert noch heute (Stand 2019).
Gemeinsam mit Pamela Colman Smith entwarf Waite das mittlerweile weltbekannte Tarot-Deck, das Rider-Waite Tarot, das 1910 veröffentlicht wurde. Dieser Tarot lehnt sich an den bis dato ziemlich unbekannten Sola-Busca-Tarot an, und wie bei diesem sind die kleinen Arcana komplett bebildert. Das Rider Waite Tarot gilt als bekanntestes Tarotdeck.
Zwischen 1920 und 1921 entwarf Waite zusammen mit seinem Mitarbeiter John Brahms Trinick einen weiteren Tarot, der jedoch nie als Kartenset veröffentlicht wurde. Er besteht „nur“ aus den 22 großen Arkana. Qualitativ schlechte Schwarzweiß-Reproduktionen können dem Buch The History of the Occult Tarot von Ron Decker und Michael Dummett (2002) entnommen werden.

## Werke (Auswahl)
- Arthur Edward Waite's Quest of the Golden Stairs. Kessinger Publication, 2003, ISBN 0-7661-4473-9.
- Collected Poems of Arthur Edward Waite. Kessinger Publication, 2003, ISBN 0-7661-7676-2.
- The Book of Ceremonial Magic: The Secret Tradition in Goetia, Including the Rites and Mysteries of Goetic Theurgy, Sorcery and Infernal Necromancy. 2005, ISBN 0-7103-1153-2.
- Steps to the Crown. 2005, ISBN 0-7661-9135-4.
- The Pictorial Key to the Tarot. Dover Publication, 2005, ISBN 0-486-44255-1.
- Inner and Outer Order Initiations of the Holy Order of the Golden Dawn. Canada:Burnaby, 2005, ISBN 0-9735931-7-2.
- Emblematic freemasonry and the evolution of its deeper issues. D. M'Kay Co., Philadelphia 1925.
- The alchemical papers of Arthur Edward Waite. Nocalore Press, 1938, OCLC 27153506.